# Guardia Urbana de Yerba Buena
La Guardia Urbana Municipal es un cuerpo policial con jurisdicción en el municipio de Yerba Buena, Tucumán, Argentina. Fue creada en 2017 para complementar el trabajo de la policía provincial de Tucumán. En 2023 se inauguró el cuartel de la fuerza policial sobre Avenida Aconquija.

## Historia
La Guardia Urbana Municipal de Yerba Buena fue creada en 2017, con una partida inicial de 60 efectivos. Este era un proyecto impulsado por miembros del Concejo Deliberante durante la intendencia de Mariano Campero. Actualmente posee 102 agentes y cuenta con armamento no letal como escopetas de balas de goma, tonfa, gas pimienta, 4 camionetas, 20 motos y 10 bicicletas eléctricas.
En 2021 se aprobó el decreto que reglamenta la función de las policías municipales. Según la ley, cumple tareas de seguridad, vigilancia y prevención del delito primaria junto a fuerzas de seguridad provinciales y nacionales. Asimismo pueden actuar como inspectores de tránsito, transporte, saneamiento, ambiente, labrar multas y realizar aprehensiones dentro de su municipio.